# Жілбер ван Бінст
Жілбер ван Бінст (фр. Gilbert Van Binst; 5 липня 1951, Махелен — 3 січня 2025, Завентем) — бельгійський футболіст, що грав на позиції захисника.
Виступав, зокрема, за «Андерлехт», з яким став дворазовим чемпіоном Бельгії, чотириразовим володарем Кубка Бельгії, дворазовим володарем Кубка кубків УЄФА та Суперкубка УЄФА, а також національну збірну Бельгії, у складі якої виграв бронзові нагороди чемпіонату Європи.

## Клубна кар'єра
У дорослому футболі дебютував 1968 року виступами за команду «Андерлехт», в якій провів дванадцять сезонів, взявши участь у 262 матчах чемпіонату. З сезону 1971/72 був основним гравцем захисту команди і в 1972 та 1974 році виграв чемпіонат Бельгії. Також він чотири рази вигравав Кубок Бельгії, але найбільшими досягненнями у кар'єрі ван Бінста стали європейські кампанії — він двічі вигравав Кубок володарів кубків УЄФА і стільки ж разів і Суперкубок Європи. При цьому обидва фінали Кубка кубків стали особливими для Ван Бінста. У фіналі 1976 року проти «Вест Гем Юнайтед» (4:2) він вивів команду як капітан, а у фіналі 1978 року проти віденської «Аустрії» (4:0) він відзначився дублем.
Протягом сезону 1980/81 років захищав кольори клубу другого французького дивізіону «Тулуза», де грав разом із колишніми товаришами по «Андерлехту» Аттілою Ладінскі та Робом Ренсенбрінком, а завершив ігрову кар'єру на батьківщині у команді «Брюгге», за яку виступав протягом 1981—1983 років.
Надалі залишився у клубі і працював асистентом у тренерському штабі Георга Кесслера, після чого очолював кілька аматорських бельгійських клубів.

## Виступи за збірну
У складі національної збірної Бельгії Жілбер був учасником домашнього чемпіонату Європи 1972 року, на якому команда здобула бронзові нагороди, але на поле не виходив і дебютував у національній збірній лише наступного року — 31 жовтня 1973 року в грі відбору на чемпіонат світу 1974 року проти збірної Норвегії (2:0).
Загалом протягом кар'єри у національній команді, яка тривала 5 років, провів у її формі 15 матчів, забивши 1 гол.

## Титули і досягнення
- Чемпіон Бельгії (2):

«Андерлехт»: 1971–72, 1973–74
- Володар Кубка Бельгії (4):

«Андерлехт»: 1971–72, 1972–73, 1974–75, 1975–76
- Володар Кубка бельгійської ліги (2):

«Андерлехт»: 1973, 1974
- Володар Кубка володарів кубків УЄФА (2):

«Андерлехт»: 1975–76, 1977–78
- Володар Суперкубка УЄФА (2):

«Андерлехт»: 1976, 1978